# Антоний Комбос
Антоний (на гръцки: Αντώνιος, Антониос) е гръцки духовник, сисанийски и сятищки митрополит.

## Биография
Роден е на 20 декември 1920 година в Аргос, Гърция с фамилията Комбос (Κόμπος). В 1942 година завършва Педагогическата академия „Мараслио“. Учи в Богословския факултет на Атинския университет, който завършва в 1951 година. Продължава обучението си в Оксфорд (1959 - 1960) и в Париж (1960 - 1961). Ръкоположен за дякон на 3 декември 1967 година и за презвитер на 4 декември 1967 година. Служи като свещеник в Етолийската митрополия. На 25 май 1974 година в църквата „Животворящ източник“ в Агринио е ръкоположен за сисанийски и сятищки митрополит от митрополит Теоклит Етолийски в съслужение с митрополитите Хрисостом Арголидски и Хрисостом Неасмирненски.
Умира на 17 декември 2005 година.